# Romantika
Romántika je umetnostno obdobje v Evropi, ki se je razvilo iz predromantike konec 18. stoletja, vrh pa je doseglo v prvi polovici 19. stoletja, na primer v glasbi, književnosti in slikarstvu. Na Slovenskem je romantična književnost trajala od leta 1830 do leta 1848, najpomembnejši predstavnik je pesnik France Prešeren. Vzrok za nastanek je veliko razočaranje nad francosko revolucijo, kar je imelo za posledico pesimizem.

## Glasba
V romantiki so se skladatelji osredotočili na izražanje čustev. Osrednja tema je bila narava. Zanimanje je bilo tudi za surrealistično oziroma nadnaravno in poleg tega tudi eksotično glasbo. V prvi polovici 19. stoletja so skladatelji pisali intimno glasbo, medtem ko se je v drugi polovici 19. stoletja veliko romantičnih skladateljev opiralo na narodno glasbo. Ideje so dobivali iz ljudskih in tradicionalnih pesmi.Značilnosti glasbe v času romantike so barvita harmonija, spevna melodija, razgiban ritem in veliki dinamični razponi. Vodilne osebnosti te glasbe so bili:
- Peter Iljič Čajkovski
- Frédéric Chopin
- Nikolaj Rimski-Korsakov
- Mihail Glinka
- Edvard Grieg
- Modest Petrovič Musorgski
- Antonín Leopold Dvořák
- Bedřich Smetana
- Vincenzo Bellini
- Gaetano Donizetti
- Franz Liszt
- Giuseppe Verdi
- Richard Wagner
- Richard Strauss

## Književnost
Avtorji so izpovedovali svoj pogled na svet, ki se jim je zdel krut in neprijazen. Opazno je neskladje med idealom in resničnostjo. Zato so svet, v katerem so bivali, na primer poimenovali »solzna dolina«. Iz vsakdanjosti so se skušali izviti z zatekanjem v naravo, v domišljijo, v preteklost in prihodnost, skrajna oblika pa je bila smrt (samomor). V romantiki se je najbolj razvila lirika.
Najpomembnejši predstavniki romantične književnosti so bili:
- Johann Wolfgang von Goethe
- Friedrich Schiller
- Giacomo Leopardi
- Aleksander Sergejevič Puškin
- Mihail Jurjevič Lermontov
- Walter Scott
- Victor Hugo
- George Noel Gordon Byron
- France Prešeren

## Likovna umetnost
- Eugène Delacroix
- Théodore Géricault
- Francisco de Goya y Lucientes

- Joseph Mallord William Turner